# Darl'mat
Émile Darl'mat, né le 2 février 1892 à Villers-en-Prayères (Aisne) et mort en novembre 1970, est un carrossier français qui a personnalisé les automobiles Peugeot, jusqu'à concevoir des modèles courant aux 24 Heures du Mans. 
Le nom Darl'mat s'écrit en breton dalc'h mad et signifie tiens bon, ou ceux qui tiennent bon.

## Le concessionnaire

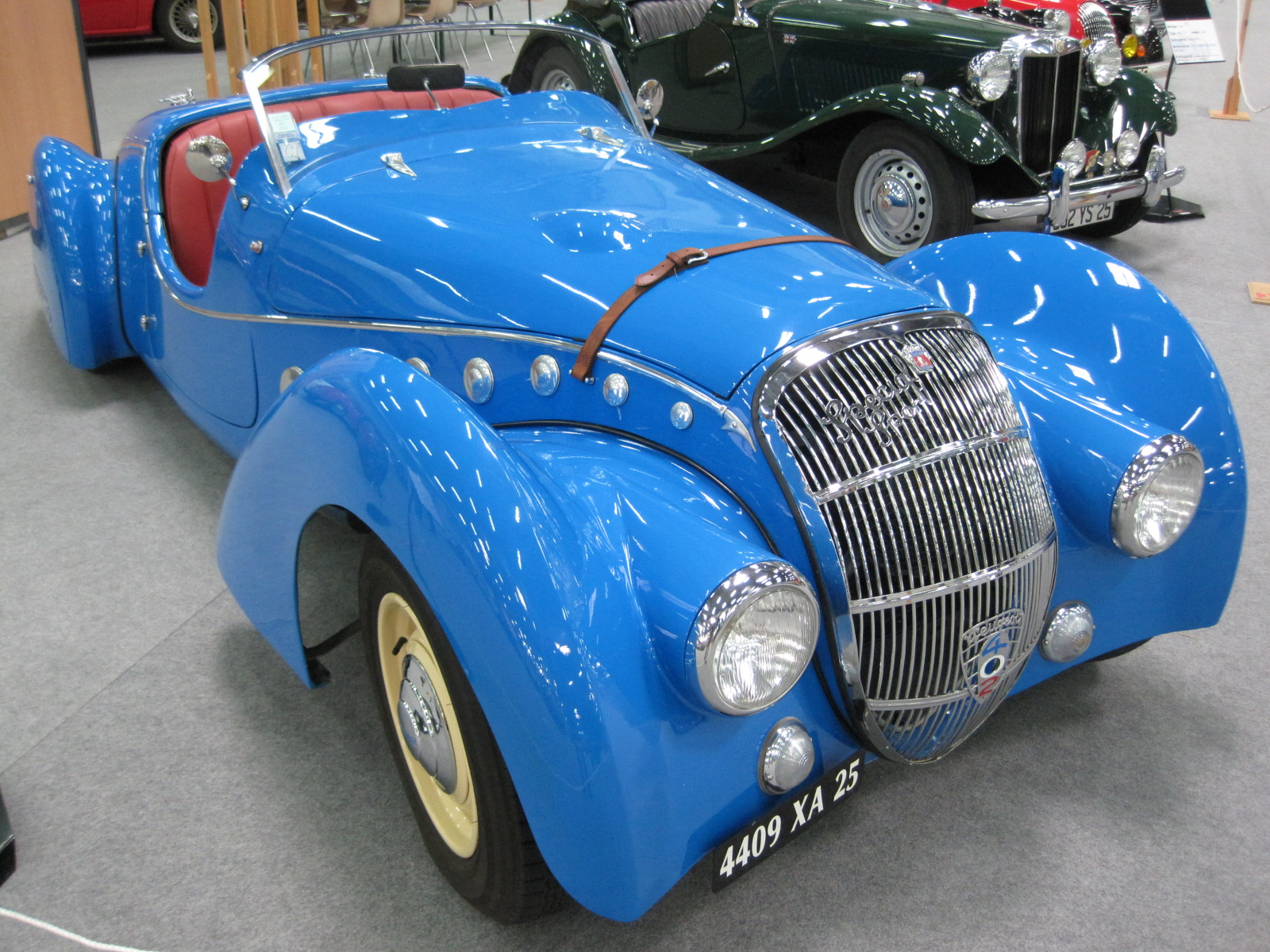
Peugeot 402 Darl'mat.

Lors de son mariage en 1918, il est mécanicien, domicilié 12 avenue de Camoëns à Paris. Concessionnaire Peugeot depuis 1923, il personnalise les coupés et cabriolets (201, 301, 601) de cette marque qui les intègre à sa gamme à partir de 1934. Les Darl'mat seront d'abord produites dans les ateliers parisiens de la concession, puis à partir de 1936 dans les usines Peugeot de Sochaux et porteront bientôt d'élégantes carrosseries de chez Pourtout dessinées par Georges Paulin. Parce qu'elles coûtaient beaucoup moins cher que les sportives françaises du moment, le patron les qualifiera de « voitures de sport du pauvre ».
Pour les distinguer des Peugeot de série, Émile Darl'mat griffe les voitures d'un écusson aux armes de la ville de Paris tenu par une patte de lion à quatre griffes (comme les gueules de lions qui ornent les capots des Peugeot ont quatre crocs).

## Les courses

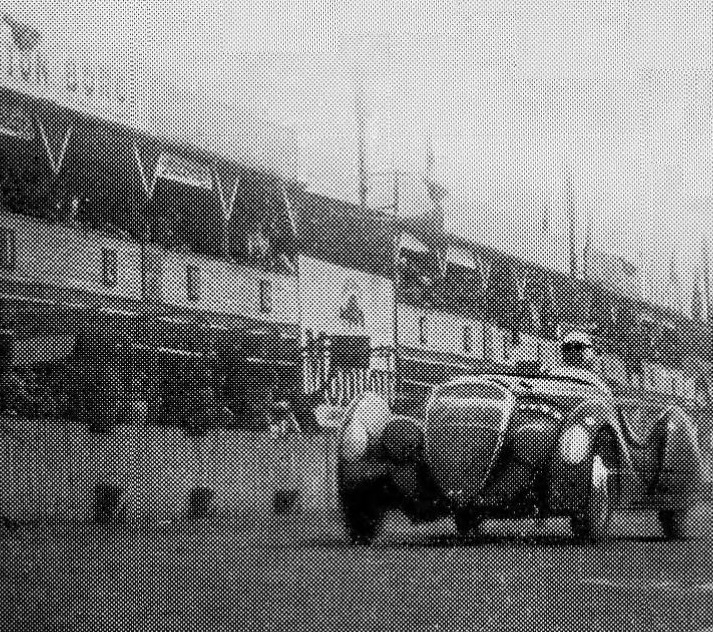
La Peugeot 402 Darl'mat de Cortanze et Contet, 5e et vainqueur de classe 2L. aux 24 Heures du Mans 1938.

Son ami le pilote Charles de Cortanze lui ayant suggéré de concevoir une voiture capable de participer au Mans, il crée en 1936 une version « spécial sport » de la nouvelle 302 qui courra à Montlhéry. En 1937 et 1938, des Peugeot-Darl'mat 402 « spécial sport » participent aux 24 Heures du Mans avec des résultats honorables pour leur cylindrée (7e, 8e et 10e en 1937, 5e en 1938). L'année suivante, un roadster Darlmat tente d'atteindre les 200 km/h, mais la guerre interrompt l'expérience après un premier essai à 199 km/h. 
Après la guerre, Darl'mat reprend une monoplace préparée en 1939, et cachée pendant la guerre, à partir d'un moteur de 402 sur un châssis Amilcar pour participer à la course du Bois de Boulogne (ACF). Il crée en 1947 un coupé 202 qui remporte le record de vitesse de la catégorie 1 100 cm3, puis une monoplace 402 de grand-prix. 

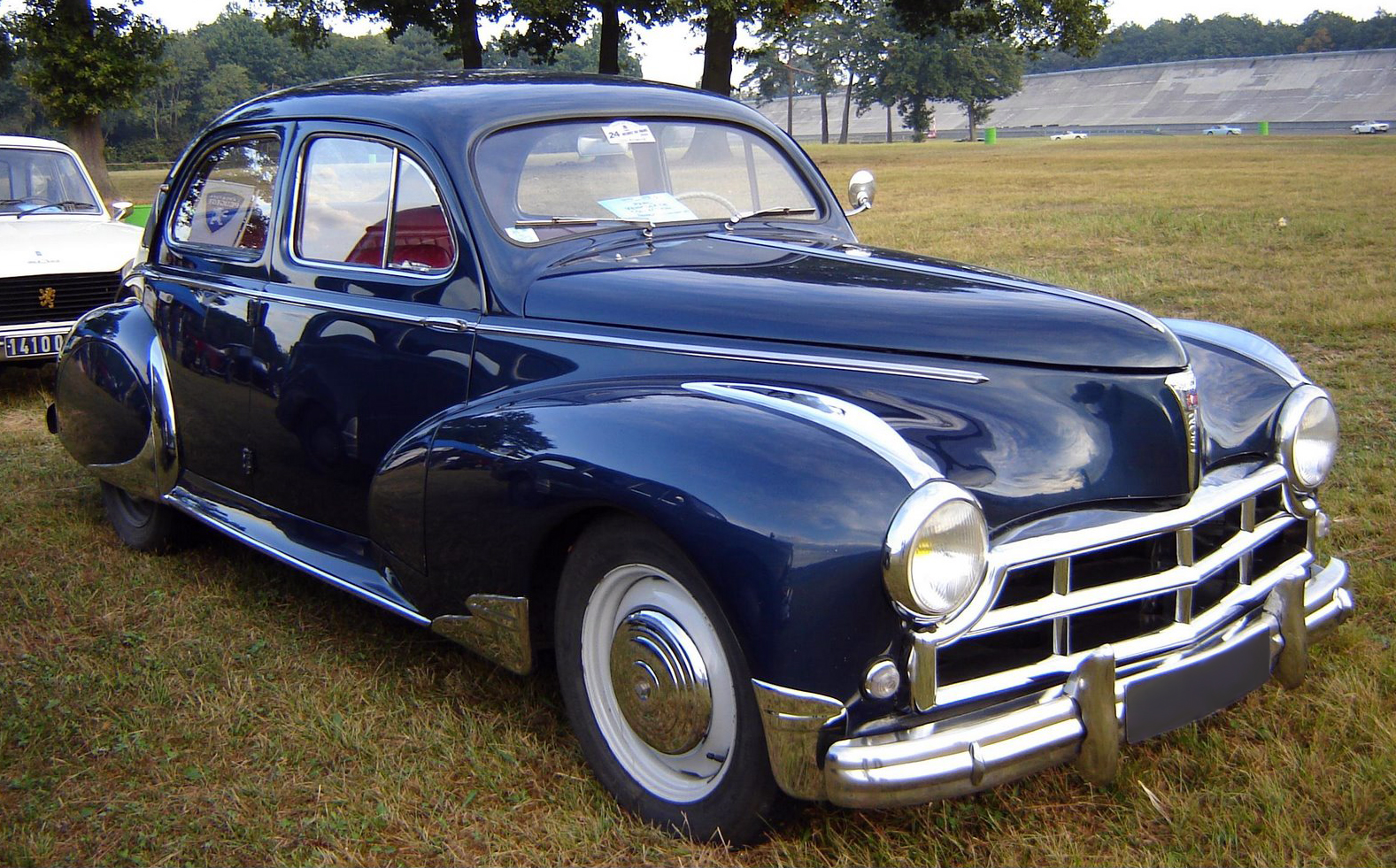
Peugeot 203 Darl'Mat Berline.

Dans les années 1950, il concevra une 203 surbaissée et survitaminée (80 ch) pour participer à des rallyes, puis un autre hybride de Peugeot 203 et de Darl'mat de course pour concourir aux 24 Heures du Mans, dernière des réalisations d'Émile Darl'mat. En 1956, un dernier projet de coupé Darl'mat 203, dessiné par Géo Ham et mâtiné de 403, avorte après cinq exemplaires, faute d'accord de la nouvelle direction de Peugeot. 
L'entreprise Darl'mat ne conçoit ni ne produit plus d'automobiles, mais demeure le concessionnaire Peugeot qu'elle était à sa fondation, dirigée par le fils d’Émile, Roger, jusqu’à son rachat par le constructeur sochalien en mai 1980.
L’absorption de Chrysler Europe par Peugeot SA en 1981 va bouleverser la vie des anciens collaborateurs de Darl’mat : 
- Février 1983, fusion avec la succursale Simca créée en 1962, rue Frémicourt, par Henri Théodore Pigozzi.
- Abandon du site historique rue de l’Université